# Костаевское сельское поселение
Костаевское се́льское поселе́ние — муниципальное образование в Ардонском районе Северной Осетии Российской Федерации.
Административный центр — село Коста.

## История
Статус и границы сельского поселения установлены Законом Республики Северная Осетия-Алания от 5 марта 2005 года № 12-рз «Об установлении границ муниципального образования Ардонский район, наделении его статусом муниципального района, образовании в его составе муниципальных образований - городского и сельских поселений и установлении их границ».

## Население
| 2002  | 2010  | 2011  | 2012  | 2013  | 2014  | 2015  |
| ----- | ----- | ----- | ----- | ----- | ----- | ----- |
| 1669  | ↘1634 | ↗1635 | ↘1620 | ↗1629 | ↗1630 | ↘1624 |
| 2016  | 2017  | 2018  | 2019  | 2020  | 2021  | 2023  |
| ↗1627 | ↗1632 | ↘1625 | ↗1629 | ↘1623 | ↘1531 | ↘1530 |
| 2024  | 2025  |       |       |       |       |       |
| ↘1522 | ↘1504 |       |       |       |       |       |

## Состав сельского поселения
| № | Населённый пункт | Тип населённого пункта       | Население |
| - | ---------------- | ---------------------------- | --------- |
| 1 | Коста            | село, административный центр | ↘1427     |
| 2 | Цмити            | село                         | ↘104      |